# Giovanni Levi
Giovanni Levi (Milano, 29 aprile 1939) è uno storico italiano.

## Biografia
Giovanni Levi, insieme allo storico Carlo Ginzburg, è uno dei fondatori della cosiddetta Microstoria, ramo della storia sociale riconosciuto tra i contributi teorici e pratici più importanti e innovativi della storiografia di fine Novecento.
Giovanni Levi diresse per Einaudi, insieme a Carlo Ginzburg, la collana Microstorie.
La concezione della microstoria si può sintetizzare nella riduzione della scala di osservazione dell'oggetto studiato per arrivare a chiavi di lettura più generali e scoprire fenomeni prima non considerati. Carlo Ginzburg darà un taglio antropologico e culturale ai suoi studi mentre Giovanni Levi approfondisce i sistemi economici e le reti sociali. Nei suoi studi ha un forte peso la storia orale, ovvero in quale modo comprendiamo ed analizziamo le voci che utilizziamo per ricostruire a partire dal presente la realtà storica. La microstoria è intesa inoltre come un sistema di osservazioni che necessariamente realizza un rapporto tra un livello micro e un livello macro della ricostruzione storica, facendo dei due livelli un sistema nuovo d'intendimento e d'interpretazione.

## Carriera accademica
Giovanni Levi è stato professore di storia moderna all'Università di Torino, di Viterbo e, all'Università Ca' Foscari di Venezia. Ha diretto la prestigiosa collezione Microstorie della casa editoriale Einaudi e la rivista «Quaderni storici». Ha pubblicato L'eredità immateriale (Torino, Einaudi, 1985) e Centro e periferia di uno stato assoluto (Torino, Rosenberg, 1985), e ha diretto, insieme a Jean-Claude Schmitt, l'opera Storia dei giovani (Bari, Laterza, 1994).

## L'eredità immateriale
Tra le opere più importanti del lavoro di Giovanni Levi c'è L'eredità immateriale, pubblicata nel 1985. Si tratta di un'analisi delle relazioni personali ed economiche della piccola comunità piemontese di Santena durante l'Ancien Régime. Le reti familiari e clientelari si svilupperanno intorno all'esorcista Giovan Battista Chiesa. Per ricostruire la vita pubblica e privata di Santena durante i secoli XVII e XVIII, vengono utilizzati gli archivi notarili, parrocchiali e amministrativi della regione, formando così un quadro dei gruppi sociali e dei legami di sangue. L'eredità immateriale ha inoltre aperto la possibilità di conservare un frammento della vita contadina e di come avvenivano i cambiamenti di proprietà nel Piemonte. Inoltre l'opera mostra come i titoli nobiliari contrastino con i beni materiali ereditati di generazione in generazione. Tali osservazioni difficilmente sono possibili in ricostruzioni su grande scala.

## Opere
- Giovanni Levi, L'eredità immateriale. Carriera di un esorcista nel Piemonte del seicento. Torino, Einaudi, 1985,202 pp., ristampato con una nuova introduzione da Il Saggiatore, 2020 [ISBN]  978-88-428-2639-2